# Конзистентна оцінка
Слу́шна оці́нка (також спромо́жна, узго́джена, конзисте́нтна[калька] оці́нка, англ. consistent estimate) в математичній статистиці — це точкова оцінка, що збігається за ймовірністю до оцінюваного параметра.

## Визначення
- Нехай {\displaystyle X_{1},\ldots ,X_{n},\ldots } — вибірка з розподілу, що залежить від параметра {\displaystyle \theta \in \Theta }. Тоді оцінка {\displaystyle {\hat {\theta }}\equiv {\hat {\theta }}(X_{1},\ldots ,X_{n})} називається слу́шною (англ. consistent), якщо

{\displaystyle {\hat {\theta }}\to \theta ,\quad \forall \theta \in \Theta } за ймовірністю при {\displaystyle n\to \infty }.
В іншому випадку оцінка називається неслушною.

## Сильно слушна оцінка
Оцінка {\displaystyle {\hat {\theta }}} називається си́льно слу́шною (англ. strongly consistent), якщо
{\displaystyle {\hat {\theta }}\to \theta ,\quad \forall \theta \in \Theta } майже напевно при {\displaystyle n\to \infty }.

## Властивості
- З властивостей збіжностей випадкових величин маємо, що сильно слушна оцінка завжди слушна. Обернене твердження, взагалі кажучи, невірне.

## Приклади
- Вибіркове середнє {\displaystyle {\bar {X}}={\frac {1}{n}}\sum \limits _{i=1}^{n}X_{i}} є сильно слушною оцінкою математичного сподівання {\displaystyle X_{i}}.
- Періодограма є незміщеною, але неслушною оцінкою спектральної густини